# Feiertage in der Schweiz
In diesem Artikel werden Feiertage in der Schweiz aufgelistet. Je nach Kanton unterscheidet sich die Anzahl der Feiertage. Neben dem Bundesfeiertag kann jeder Kanton maximal acht Tage im Jahr den Sonntagen gleichstellen. Darüber hinaus gibt es in einzelnen Kantonen oder Regionen zusätzliche Tage, die wie gesetzliche Feiertage behandelt werden (aber nicht den Sonntagen gleichgestellt sind).

## Übersicht der Feiertage

### Nationale und allgemeine Feiertage
In der Schweiz ist auf Bundesebene nur der 1. August als Feiertag für das gesamte Land festgelegt. Die Regelung aller anderen Feiertage ist Sache der Kantone. Aufgrund dieser Tatsache gibt es ausser der Bundesfeier nur noch drei weitere Tage, die in der gesamten Schweiz, also in allen Kantonen, anerkannt sind: Neujahr, Auffahrt und der erste Weihnachtsfeiertag (da Ostern und Pfingsten ohnehin immer auf einen Sonntag fallen, werden sie nicht als Feiertag erwähnt). In weiten Teilen des Landes werden zudem Karfreitag, Ostermontag, Pfingstmontag und der Stephanstag (zweiter Weihnachtsfeiertag) begangen. Alle anderen Feiertage beschränken sich auf einige Kantone oder nur auf bestimmte Bezirke und Gemeinden innerhalb einzelner Kantone.
In der Schweiz werden mehrere Arten von Feiertagen unterschieden:
- den Sonntagen gleichgestellte Feiertage gemäss Art. 20a Abs. 1 ArG: Jeder Kanton kann neben dem Bundesfeiertag maximal acht Tage im Jahr den Sonntagen gleichstellen, d. h. ihnen auf kantonaler Ebene den gleichen Status geben, wie er im Bundesrecht für die Sonntage festgeschrieben ist. Nicht alle Kantone schöpfen diese Anzahl vollständig aus (vgl. AR, FR und GR).
- gesetzliche Feiertage, die aufgrund der Definition ihres Datums zwangsläufig auf einen Sonntag fallen, somit trivialerweise den Sonntagen gleichgestellt sind und deshalb im Folgenden nicht separat aufgeführt werden. Dies sind der Ostersonntag (gesamte Schweiz), der Pfingstsonntag (gesamte Schweiz) und der Eidgenössische Dank-, Buss- und Bettag (gesamte Schweiz ausser Kanton Genf).
- gesetzlich anerkannte öffentliche Ruhetage: Für diese Tage gelten meist die gleichen Regelungen wie für den Sonntagen gleichgestellte Feiertage, die gesetzlichen Grundlagen dafür wurden allerdings vom Kanton oder von der Gemeinde festgelegt und können daher in Details von den Vorschriften für Sonntage abweichen. Durch die Möglichkeit, kantonale Ruhetage festzulegen, kann es in einigen Kantonen mehr als die im Bundesrecht vorgesehenen neun arbeitsfreien Feiertage geben (vgl. AI, SZ und UR).
- gesetzlich anerkannte halbe öffentliche Ruhetage
- nicht gesetzlich anerkannte Feiertage, bei denen regional allerdings dennoch mehrheitlich die Arbeit komplett ruht oder eingeschränkt ist (z. B. ab Mittag arbeitsfrei etc.)

Die folgende Übersicht zeigt die wichtigsten und relativ weiträumig begangenen Feiertage. Ereignisse, die nur in kleinen Teilen der Schweiz gefeiert werden, bleiben hier unberücksichtigt und werden erst im nächsten Abschnitt angesprochen.
| Feiertag            | Datum               | Feiertag in den Kantonen: | Feiertag in den Kantonen: | Feiertag in den Kantonen: | Feiertag in den Kantonen: | Feiertag in den Kantonen: | Feiertag in den Kantonen: | Feiertag in den Kantonen: | Feiertag in den Kantonen: | Feiertag in den Kantonen: | Feiertag in den Kantonen: | Feiertag in den Kantonen: | Feiertag in den Kantonen: | Feiertag in den Kantonen: | Feiertag in den Kantonen: | Feiertag in den Kantonen: | Feiertag in den Kantonen: | Feiertag in den Kantonen: | Feiertag in den Kantonen: | Feiertag in den Kantonen: | Feiertag in den Kantonen: | Feiertag in den Kantonen: | Feiertag in den Kantonen: | Feiertag in den Kantonen: | Feiertag in den Kantonen: | Feiertag in den Kantonen: | Feiertag in den Kantonen: |
| Feiertag            | Datum               | ZH                        | BE                        | LU                        | UR                        | SZ                        | OW                        | NW                        | GL                        | ZG                        | FR                        | SO                        | BS                        | BL                        | SH                        | AR                        | AI                        | SG                        | GR                        | AG                        | TG                        | TI                        | VD                        | VS                        | NE                        | GE                        | JU                        |
| ------------------- | ------------------- | ------------------------- | ------------------------- | ------------------------- | ------------------------- | ------------------------- | ------------------------- | ------------------------- | ------------------------- | ------------------------- | ------------------------- | ------------------------- | ------------------------- | ------------------------- | ------------------------- | ------------------------- | ------------------------- | ------------------------- | ------------------------- | ------------------------- | ------------------------- | ------------------------- | ------------------------- | ------------------------- | ------------------------- | ------------------------- | ------------------------- |
| Neujahrstag         | 1. Januar           | A                         | A                         | A                         | A                         | A                         | A                         | A                         | A                         | A                         | A                         | A                         | A                         | A                         | A                         | A                         | A                         | A                         | A                         | A                         | A                         | A                         | A                         | A                         | A                         | A                         | A                         |
| Berchtoldstag       | 2. Januar           | D                         | A                         | D                         |                           |                           | D                         |                           | D                         | D                         | D                         | D                         |                           |                           | D                         |                           |                           |                           | d                         | a1                        | A                         |                           | A                         |                           | D1                        | D                         | B                         |
| Heilige Drei Könige | 6. Januar           |                           |                           |                           | B                         | B                         |                           |                           |                           |                           |                           |                           |                           |                           |                           |                           |                           |                           | a                         |                           |                           | A                         |                           |                           |                           |                           |                           |
| Josefstag           | 19. März            |                           |                           | a                         | B                         | A                         |                           | B                         |                           | a                         |                           |                           |                           |                           |                           |                           |                           |                           | a                         |                           |                           | B                         |                           | A                         |                           |                           |                           |
| Karfreitag          | Freitag vor Ostern  | A                         | A                         | A                         | A                         | A                         | A                         | A                         | A                         | A                         | A                         | A                         | A                         | A                         | A                         | A                         | A                         | A                         | A                         | A                         | A                         |                           | A                         |                           | A                         | A                         | A                         |
| Ostermontag         | Montag nach Ostern  | A                         | A                         | D                         | B                         | B                         | D                         | D                         | A                         | D                         | D                         | d                         | A                         | A                         | A                         | A                         | A                         | A                         | A                         | a                         | A                         | A                         | A                         |                           | D                         | A                         | A                         |
| Tag der Arbeit      | 1. Mai              | A                         |                           |                           |                           |                           |                           |                           |                           |                           | c                         | C                         | A                         | A                         | B                         |                           |                           |                           |                           | D2                        | B                         | B                         |                           |                           | A                         |                           | A                         |
| Auffahrt            | 39 Tage nach Ostern | A                         | A                         | A                         | A                         | A                         | A                         | A                         | A                         | A                         | A                         | A                         | A                         | A                         | A                         | A                         | A                         | A                         | A                         | A                         | A                         | A                         | A                         | A                         | A                         | A                         | A                         |
| Pfingstmontag       | 50 Tage nach Ostern | A                         | A                         | D                         | B                         | B                         | D                         | D                         | B                         | D                         | D                         | a                         | A                         | A                         | A                         | A                         | A                         | A                         | A                         | a                         | A                         | B                         | A                         |                           | D                         | A                         | A                         |
| Fronleichnam        | 60 Tage nach Ostern |                           |                           | A                         | A                         | A                         | A                         | A                         |                           | A                         | a                         | a                         |                           | a                         |                           |                           | A                         |                           | a                         | a                         |                           | B                         |                           | A                         | a                         |                           | A                         |
| Bundesfeier         | 1. August           | A                         | A                         | A                         | A                         | A                         | A                         | A                         | A                         | A                         | A                         | A                         | A                         | A                         | A                         | A                         | A                         | A                         | A                         | A                         | A                         | A                         | A                         | A                         | A                         | A                         | A                         |
| Mariä Himmelfahrt   | 15. August          |                           |                           | A                         | A                         | A                         | A                         | A                         |                           | A                         | a                         | a                         |                           | a                         |                           |                           | B                         |                           | a                         | a                         |                           | A                         |                           | A                         |                           |                           | B                         |
| Allerheiligen       | 1. November         |                           |                           | A                         | A                         | A                         | A                         | A                         | A                         | A                         | a                         | a                         |                           |                           |                           |                           | B                         | A                         | a                         | a                         |                           | A                         |                           | A                         |                           |                           | B                         |
| Mariä Empfängnis    | 8. Dezember         |                           |                           | B                         | A                         | B                         | A                         | A                         |                           | A                         | a                         | a                         |                           |                           |                           |                           | B                         |                           | a                         | a                         |                           | B                         |                           | A                         |                           |                           |                           |
| Weihnachtstag       | 25. Dezember        | A                         | A                         | A                         | A                         | A                         | A                         | A                         | A                         | A                         | A                         | A                         | A                         | A                         | A                         | A                         | A                         | A                         | A                         | A                         | A                         | A                         | A                         | A                         | A                         | A                         | A                         |
| Stephanstag         | 26. Dezember        | A                         | A                         | A                         | B1                        | B                         | D                         | D                         | A                         | D                         | D                         | a                         | A                         | A                         | A                         | A1                        | A1                        | A                         | A                         | a1                        | A                         | A                         |                           |                           | 1                         |                           |                           |
| gesamte Summe       | gesamte Summe       | 10                        | 9                         | 14                        | 14                        | 14                        | 13                        | 13                        | 10                        | 14                        | 14                        | 14                        | 9                         | 11                        | 10                        | 8                         | 12                        | 9                         | 15                        | 14                        | 10                        | 14                        | 8                         | 9                         | 11                        | 8                         | 12                        |
| Summe ohne D/d      | Summe ohne D/d      | 9                         | 9                         | 11                        | 14                        | 14                        | 9                         | 10                        | 9                         | 10                        | 10                        | 13                        | 9                         | 11                        | 9                         | 8                         | 12                        | 9                         | 14                        | 13                        | 10                        | 14                        | 8                         | 9                         | 8                         | 7                         | 12                        |

Erläuterungen:
| A | Den Sonntagen gleichgestellter Feiertag gemäss Art. 20a Abs. 1 ArG im gesamten Kanton |
| a | Den Sonntagen gleichgestellter oder sonstiger gesetzlich anerkannter Feiertag nur in einigen Gemeinden des Kantons. Bei einigen weiträumig begangenen Ereignissen ist jedoch eventuell auch in den übrigen Kantonsteilen mit Einschränkungen oder Feierlichkeiten zu rechnen |
| B | Gesetzlich anerkannter öffentlicher Ruhetag im gesamten Kanton |
| C | Gesetzlich anerkannter halber Feiertag (meist ab 12.00 Uhr) im gesamten Kanton |
| c | Gesetzlich anerkannter halber Feiertag (meist ab 12.00 Uhr) nur für Mitarbeiter im öffentlichen Dienst, wird in der Regel aber von allen Arbeitsgruppen begangen |
| D | Gesetzlich nicht anerkannter Feiertag, an dem in der Regel aber trotzdem im gesamten Kanton Arbeitsruhe ist |
| d | Gesetzlich nicht anerkannter Feiertag, an dem in der Regel aber trotzdem in einigen bestimmten Gemeinden Arbeitsruhe ist |
| 1 | Für den Berchtoldstag und den Stephanstag sind folgende Sonderfälle zu beachten: - In den betreffenden Gemeinden von AG sind beide Tage nur dann gesetzlich anerkannt, wenn sie nicht auf einen Dienstag oder Samstag fallen; für den Stephanstag gilt dies ausserdem in den Kantonen AI, AR und UR. Der historische Grund für diese Regelung ist, dass es zwecks Sicherstellung der Grundversorgung niemals drei aufeinanderfolgende freie Tage geben sollte. Heute wird diese Vorschrift kaum noch beachtet, in der Regel ist also in jedem Jahr an beiden Tagen Arbeitsruhe. - In NE sind beide Tage gesetzlich anerkannt, falls sie auf einen Montag fallen. In der Praxis wird allerdings üblicherweise der Berchtoldstag in jedem Jahr begangen, der Stephanstag hingegen nur, wenn er tatsächlich auf einen Montag fällt. |
| 2 | Obwohl der 1. Mai im AG kein offizieller Feiertag ist, wird in der überwiegenden Mehrzahl der Betriebe nur bis mittags gearbeitet. Fällt der 1. Mai auf einen Montag, so ruht fast überall die Arbeit ganztägig. |

### Regionale und lokale Feiertage
Neben den oben genannten nationalen oder allgemeinen Feiertagen gibt es in der Schweiz noch eine nahezu unüberschaubare Vielzahl regionaler und lokaler Feiertage. Oft sind diese auf einzelne Bezirke oder nur einige Gemeinden beschränkt. Es handelt sich dabei nicht nur um Gedenkfeiern lokaler Ereignisse, sondern z. B. auch um Kirchenpatronatsfeste oder sogar nur um Markttage. Einige dieser lokalen Feiertage sind gesetzlich anerkannt, nicht wenige werden aber traditionell begangen, obwohl sie nicht gesetzlich geschützt sind.
Die folgende Tabelle zeigt beispielhaft einige wenige solcher Feiertage. Eine wesentlich ausführliche Übersicht kann den im Abschnitt Weblinks aufgelisteten Quellen entnommen werden.
| Feiertag                             | Datum                                                    | Feiertag in den Kantonen                           | Teilweise Feiertag in den Kantonen                                     |
| ------------------------------------ | -------------------------------------------------------- | -------------------------------------------------- | ---------------------------------------------------------------------- |
| Fasnacht 1                           | Zweiter Montag vor Aschermittwoch                        |                                                    | SZ                                                                     |
| Fasnacht 1                           | Donnerstag vor Aschermittwoch                            | LU, UR, NW                                         | SZ, SG, GR                                                             |
| Fasnacht 1                           | Montag vor Aschermittwoch                                | GL                                                 | ZH, LU, UR, SZ, ZG, SG, AG                                             |
| Fasnacht 1                           | Dienstag vor Aschermittwoch                              | SZ, NW                                             | LU, UR, BL, SG, AG, TI                                                 |
| Fasnacht 1                           | Aschermittwoch                                           | NW                                                 | SZ, BL, AR, TI, JU                                                     |
| Fasnacht 1                           | Freitag nach Aschermittwoch                              |                                                    | TI                                                                     |
| Fasnacht 1                           | Montag nach Aschermittwoch                               | BS                                                 | BL (Unt. Kantonsteil Nachm.), ZH                                       |
| Fasnacht 1                           | Dienstag nach Aschermittwoch                             |                                                    | FR                                                                     |
| Fasnacht 1                           | Mittwoch nach Aschermittwoch                             | BS                                                 | BL (Unt. Kantonsteil Nachm.)                                           |
| Jahrestag der Ausrufung der Republik | 1. März                                                  | NE (ausschl.)                                      |                                                                        |
| Näfelser Fahrt                       | meistens erster Donnerstag im April                      | GL (ausschl.)                                      |                                                                        |
| Sechseläuten                         | meistens dritter Montag im April                         | Stadt Zürich, Schlieren (ausschl.)                 |                                                                        |
| Fest der Unabhängigkeit              | 23. Juni                                                 | JU (ausschl.)                                      |                                                                        |
| Peter und Paul                       | 29. Juni                                                 | TI                                                 | LU, GR                                                                 |
| Genfer Bettag (Jeûne genevois)       | Donnerstag nach dem ersten Sonntag im September          | GE (ausschl.)                                      |                                                                        |
| Knabenschiessen                      | zweites Wochenende im September (+ halber Montag danach) | Stadt Zürich (und Agglomeration Zürich) (ausschl.) |                                                                        |
| Bettagsmontag                        | Montag nach dem Eidgenössischen Dank-, Buss- und Bettag  | Gesetzlich anerkannt nur in VD (Lundi du Jeûne)    | wird auch in NE und Teilen von BE begangen ist in VS ein Bankfeiertag. |
| Mauritiustag                         | 22. September                                            | AI (ausschl.) ohne Bezirk Oberegg                  |                                                                        |
| Bruder Klaus                         | 25. September                                            | OW (ausschl.)                                      |                                                                        |
| St. Ursentag                         | 30. September                                            | Stadt Solothurn (ausschl.) 2                       |                                                                        |
| St. Leodegar (Schutzengelfest)       | 2. Oktober                                               | Stadt Luzern (ausschl.)                            |                                                                        |
| Escalade de Genève                   | 12. Dezember                                             | GE (ausschl.)                                      |                                                                        |
| Wiederherstellung der Republik       | 31. Dezember                                             | GE (ausschl.)                                      |                                                                        |

### Regelungen für überregional tätige Unternehmen
In der Schweiz gibt es derart viele regional unterschiedliche Feiertagsregelungen, dass deren vollständige Beachtung bei überregional tätigen Unternehmen (z. B. Die Schweizerische Post und die Schweizerischen Bundesbahnen) für einen geregelten Arbeitsablauf sehr hinderlich wäre. Man hat sich deshalb darauf geeinigt, dass in solchen Unternehmen sowie in der Bundesverwaltung nur folgende Feiertage, die ohnehin in weiten Teilen der Schweiz anerkannt sind, als gesetzliche Feiertage gelten: Neujahr, Berchtoldstag, Karfreitag, Ostermontag, Auffahrt, Pfingstmontag, Bundesfeier, Weihnachtstag, Stephanstag. Diese Festlegung gilt in der gesamten Schweiz und auch dann, wenn einer dieser Feiertage in einem Kanton oder einer Region normalerweise kein Feiertag ist.
Im öffentlichen Fernverkehr gilt der Feiertagsfahrplan somit nur an den genannten Feiertagen, an allen anderen Tagen wird auch in Kantonen, in denen dieser Tag ein Feiertag ist, nach Werktagsbetrieb gefahren. Andererseits gilt in Kantonen wie beispielsweise beide Basel, St. Gallen, Wallis oder Tessin, in denen der Berchtoldstag ein Arbeitstag ist, der Feiertagsfahrplan. Regionale Fuhrunternehmen beachten hingegen die lokal gültigen Festlegungen und fahren an allen Tagen, die tatsächlich als Feiertag begangen werden, nach Sonn- und Feiertagsfahrplan und ansonsten nach Werktags- bzw. Samstagsfahrplan. Bei Feiertagen, die nur in einzelnen Gemeinden gelten, sind Ausnahmeregelungen möglich.

## Formen regionaler Unterschiede
Verbreitet gilt, dass die ausdrücklich katholischen Feiertage (Fronleichnam, Mariä Himmelfahrt, Allerheiligen und Mariä Empfängnis) nur in Regionen mit überwiegend katholischer Bevölkerung arbeitsfrei und in reformierten Regionen reguläre Arbeitstage sind. Beispielsweise gelten die genannten vier Feiertage im katholischen Kanton Appenzell Innerrhoden, nicht jedoch im reformierten Appenzell Ausserrhoden. Im Kanton Wallis haben die rein katholischen Feiertage einen höheren Stellenwert als die sonst fast überall freien Zusatztage nach den grossen christlichen Feiertagen; so sind dort zwar die oben erwähnten Tage und auch der Josefstag als Feiertage gesetzlich anerkannt, Ostermontag und Pfingstmontag sowie der ursprünglich nur in reformierten Gebieten freie Karfreitag jedoch offiziell keine arbeitsfreien Tage.
In den herkömmlich konfessionell gemischten Kantonen gibt es auch innerhalb eines Kantons unterschiedliche Regelungen. So gelten die ausschliesslich katholischen Feiertage im Kanton Freiburg in allen Bezirken ausser in den meisten Gemeinden des reformierten Seebezirks.
Im Kanton Aargau haben die regionalen Unterschiede ebenfalls konfessionelle Gründe, allerdings ist die Unterteilung hier vielfältiger, da auf die Traditionen in reformiert, katholisch, christkatholisch (Rheinfelden) und gemischt reformiert-katholisch (Baden) geprägte Gebiete Rücksicht genommen wird: Es gibt (abgesehen von einigen nur innerhalb einzelner Gemeinden begangenen Feiertagen und dem 1. Mai, der in diesem Kanton zwar häufig arbeitsfrei, aber kein offizieller Feiertag ist) insgesamt sechs verschiedene Kombinationen der Feiertage Berchtoldstag, Ostermontag, Pfingstmontag, Mariä Himmelfahrt, Allerheiligen, Mariä Empfängnis und Stephanstag. Da diese unübersichtlichen Regelungen vor allem von Vertretern der Wirtschaft als hinderlich empfunden wurden, war ab 2008 eine Neuregelung der Aargauer Feiertage geplant, die auch von der Regierung bereits beschlossen war: Die katholischen Feiertage Fronleichnam, Mariä Himmelfahrt, Allerheiligen und Mariä Empfängnis sollten in den betreffenden Regionen entfallen, dafür sollten Berchtoldstag, Ostermontag, Pfingstmontag und Stephanstag kantonweite Feiertage werden und auch die üblicherweise nicht mehr beachteten Ausnahmeregelungen hinsichtlich Berchtolds- und Stephanstag (s. o.) sollten bei dieser Gelegenheit abgeschafft werden. Nach Protesten vor allem der katholischen Kirchen, aber auch innerhalb der Bevölkerung, wurden die Änderungen Ende des Jahres 2006 vom Grossen Rat des Kantons zurückgenommen, sodass im Aargau auch weiterhin die bisherige Feiertagsregelung gilt (vgl. aargauisches Einführungsgesetz zum Arbeitsrecht vom 8. November 2011, § 6, und Liste der Aargauer Feiertage).
Im konfessionell ebenfalls gespaltenen Kanton Graubünden sind neben der Bundesfeier sieben Feiertage kantonsweit festgelegt. Die Gemeinden sind berechtigt, mindestens einen weiteren Feiertag zu bestimmen. Dementsprechend sind in vielen Gemeinden einige der katholischen Feste gesetzliche Feiertage, und es gibt mancherorts Feste lokaler Kirchen- und Schutzpatrone, die als Feiertag begangen werden.
Vor allem in den Kantonen Luzern, Solothurn und Schwyz begehen die meisten Gemeinden sogenannte Kirchenpatronatsfeste jeweils am Tag des lokalen Schutzpatrons, wodurch es dort eine grosse Anzahl regionaler Feiertage gibt, die nur in einer einzelnen Gemeinde oder allenfalls innerhalb eines Bezirkes gelten.
Lediglich die Kantone Waadt und Thurgau haben weder nur regional gültige noch gesetzlich zwar nicht anerkannte, aber trotzdem mehrheitlich begangene Feiertage. In einigen weiteren Kantonen, etwa Schaffhausen und Nidwalden, gibt es zwar Feiertage, die mehrheitlich begangen werden, obwohl sie nicht gesetzlich anerkannt sind, aber keine, die nur in bestimmten Gemeinden gültig sind.